# Мосинский (станция)
Моси́нский — станция Кировского региона Горьковской железной дороги. Операции, выполняемые на станции: обгон и скрещение поездов, посадка и высадка пассажиров на пригородные поезда.

## История
Станция (по факту — разъезд) была открыта в 1932 году в связи с увеличением размеров движения на линии Киров — Котлас. До 2015 года имелся теплый зал ожидания.

## Дальнее следование по станции
По графику 2017-2018 года через станцию курсируют следующие поезда дальнего следования:
| Круглогодичное обращение поездов | Круглогодичное обращение поездов | Круглогодичное обращение поездов | Круглогодичное обращение поездов |
| № поезда                         | Маршрут движения                 | № поезда                         | Маршрут движения                 |
| -------------------------------- | -------------------------------- | -------------------------------- | -------------------------------- |
| 89                               | Воркута — Нижний Новгород        | 90                               | Нижний Новгород — Воркута        |
| 309                              | Воркута — Адлер                  | 310                              | Адлер — Воркута                  |
| 311                              | Воркута — Новороссийск           | 312                              | Новороссийск — Воркута           |
| 971                              | Воркута — Киров                  | 972                              | Киров — Воркута                  |

## Пригородное сообщение
По графику 2017-2018 года через станцию курсируют следующие поезда пригородного сообщения:
| Пригородные поезда | Пригородные поезда     | Пригородные поезда | Пригородные поезда     |
| № поезда           | Маршрут движения       | № поезда           | Маршрут движения       |
| ------------------ | ---------------------- | ------------------ | ---------------------- |
| 6624/6634          | Киров — Мураши — Пинюг | 6633/6623          | Пинюг — Мураши — Киров |
| 6614 (лето)        | Киров — Великая        | 6613 (лето)        | Великая — Киров        |
| 6626/6636/6646     | Киров — Мураши — Луза  | 6641/6631/6621     | Луза — Мураши — Киров  |

## Фотографии

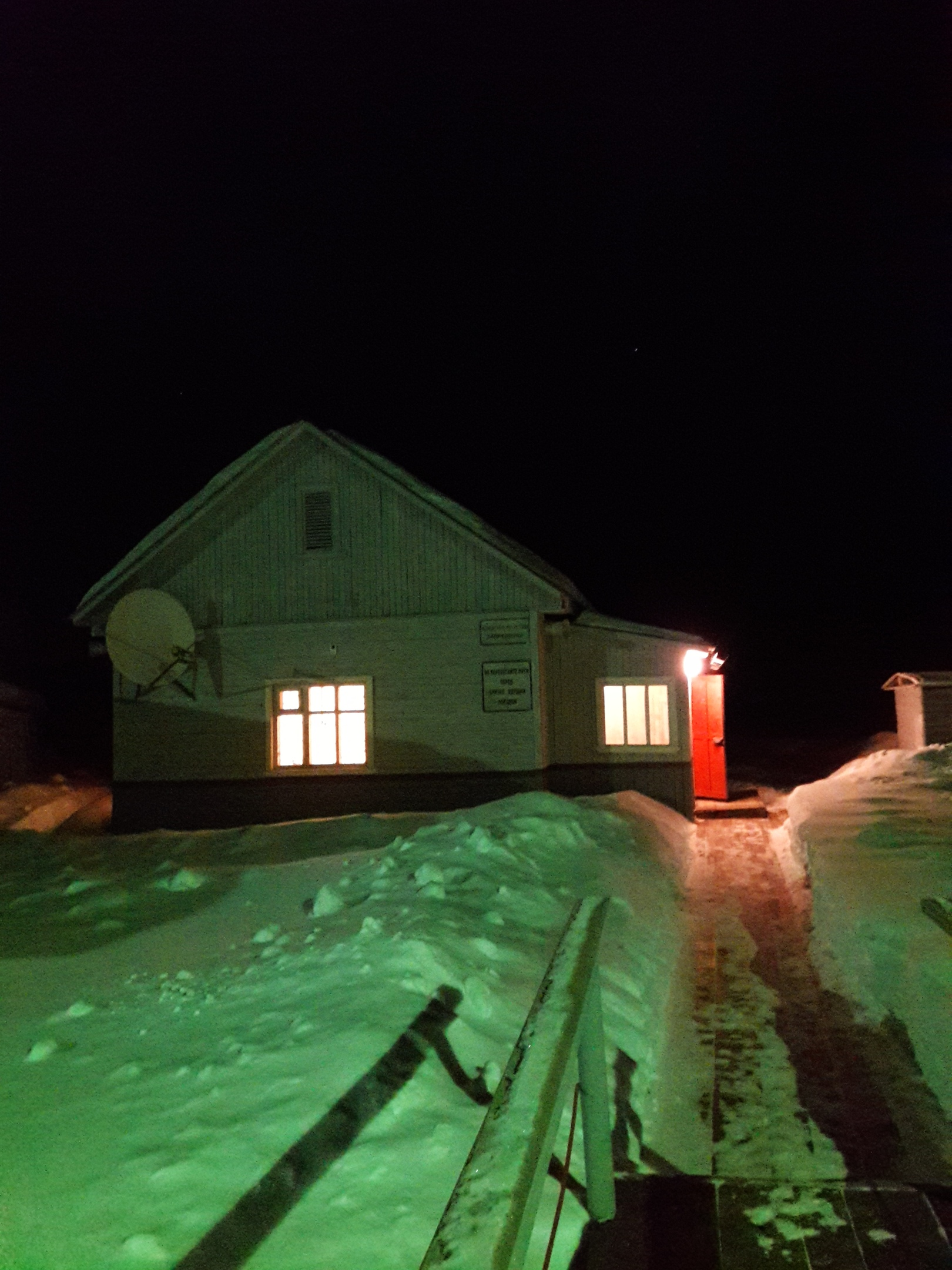
Пост электрической централизации
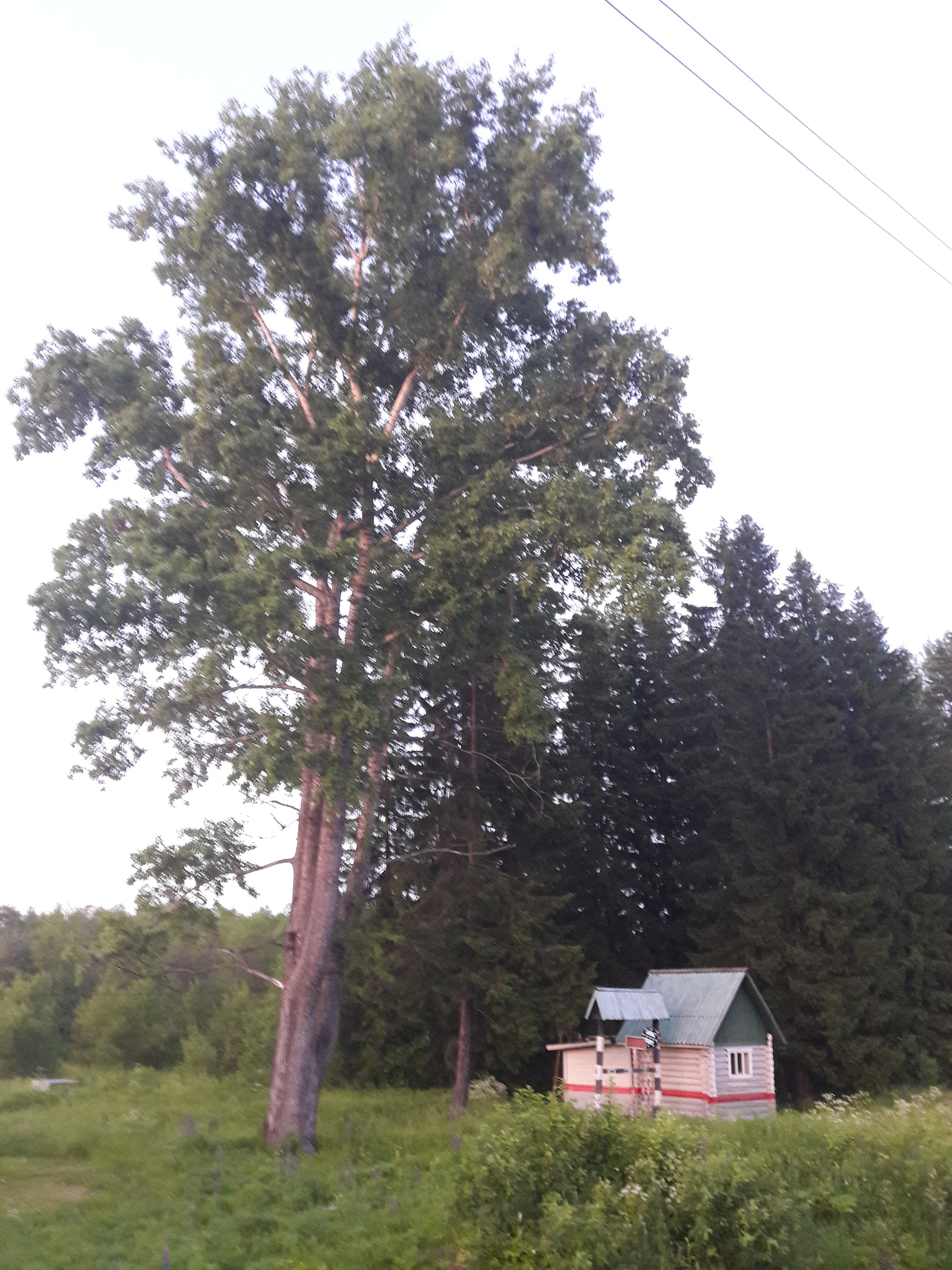
Табельная Мурашинской дистанции инфраструктуры (ИЧ-3)
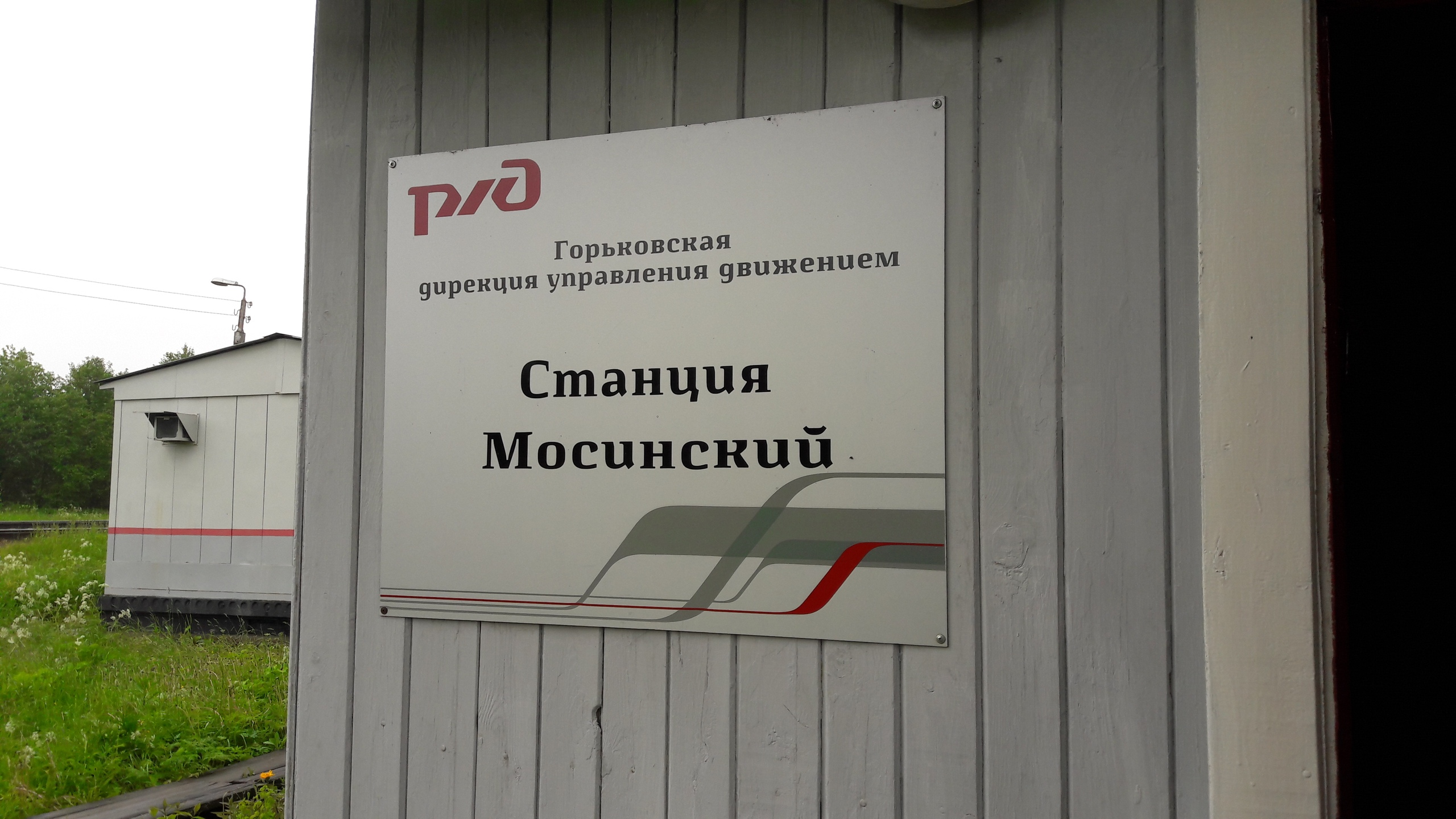
Табличка на посту ЭЦ